# Diocese de Manchester (Estados Unidos)
A Diocese de Manchester (Dioecesis Manchesteriensis) é uma circunscrição eclesiástica da Igreja Católica sediada em Manchester, localizada no estado norte-americano de Nova Hampshire. Abrange todos os condados desse estado da Nova Inglaterra. Foi erigida em 15 de abril de 1884, pelo Papa Leão XIII, sendo desmembrada da Diocese de Portland, tornando-se sufragânea da Arquidiocese de Boston. Seu atual bispo é Peter Anthony Libasci que governa a diocese desde 2011 e sua sé episcopal é a Catedral de São José. 
Possui 90 paróquias assistidas por 217 sacerdotes e cerca de 23,6% da população jurisdicionada é batizada.

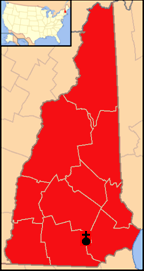
Área territorial da Diocese de Manchester.

## Prelados

### Bispos de Manchester
|                 | Nome                      | Período     | Notas                       |        |
| Bispos          | Bispos                    | Bispos      | Bispos                      | Bispos |
| --------------- | ------------------------- | ----------- | --------------------------- | ------ |
| 10º             | Peter Anthony Libasci     | 2011 -      | Atual                       |        |
| 9°              | John Brendan McCormack    | 1998 - 2011 |                             |        |
| 8º              | Leo Edward O'Neil         | 1990 - 1997 |                             |        |
| 7º              | Odore Joseph Gendron      | 1974 - 1990 |                             |        |
| 6°              | Ernest John Primeau       | 1959 - 1974 |                             |        |
| 5º              | Matthew Francis Brady     | 1944 - 1959 |                             |        |
| 4º              | John Bertram Peterson     | 1932- 1944  |                             |        |
| 3°              | George Albert Guertin     | 1906 - 1931 |                             |        |
| 2º              | John Bernard Delany       | 1904 - 1906 |                             |        |
| 1º              | Denis Mary Bradley        | 1884 - 1903 |                             |        |
| Bispo coadjutor |                           |             |                             |        |
|                 | Leo Edward O’Neil         | 1989 - 1990 |                             |        |
| Bispo auxiliar  |                           |             |                             |        |
|                 | Francis Joseph Christian  | 1996 - 2018 |                             |        |
|                 | Joseph John Gerry, O.S.B. | 1986 - 1988 | Nomeado Bispo de Portland   |        |
|                 | Robert Edward Mulvee      | 1977 - 1985 | Nomeado Bispo de Wilmington |        |